# Lee Young-ae
Lee Young-ae (Seul, 31 gennaio 1971) è un'attrice sudcoreana.

## Biografia
La sua popolarità è cresciuta in modo esponenziale grazie alla sua performance nel popolare drama coreano Dae Jang-geum. È stata premiata come migliore attrice ai Blue Dragon Film Award del 2005 e ai Baeksang Art Awards del 2006 per la sua interpretazione nel film di Park Chan-wook Lady Vendetta.
Oltre alla carriera di attrice, ha anche aiutato varie associazioni di beneficenza, pubblicando le sue esperienze in un'autobiografia del 2001, il cui ricavato è stato devoluto in beneficenza. Nel 2004 è stata nominata Ambasciatrice di buona volontà dall'UNICEF.

## Vita privata
Il 24 agosto 2009 Lee ha sposato l'imprenditore Jeong Ho-young negli Stati Uniti d'America. Il 20 febbraio 2011 ha partorito due gemelli, un maschio (Jeong Seung-kwon) e una femmina (Jeon Seung-bin), al Jeil Hospital di Jung-gu.

## Filmografia parziale

### Attrice

#### Cinema
- Insyalla, regia di Min-Young Lee (1997)
- Kiss harggayo, regia di Tae-gyun Kim (1998)
- Joint Security Area (공동경비구역 JSA?), regia di Park Chan-wook (2000)
- Sun Mool, regia di Ki-hwan (2001)
- Bomnaleun ganda, regia di Hur Jin-ho(2001)
- Lady Vendetta (친절한 금자씨?), regia di Park Chan-wook (2005)
- Nareul chaj-ajwo (나를 찾아줘?), regia di Kim Seung-woo (2019)

#### Televisione
- Papa – miniserie TV, 18 puntate (1996)
- Uiga hyeongje – serie TV, 16 episodi (1997)
- Fireworks – serie TV, 32 episodi (2000)
- Dae Jang-geum (대장금?) – serie TV, 50 episodi (2003-2004)
- Saimdang, bich-ui ilgi (사임당, 빛의 일기?) – serie TV, 28 episodi (2017)
- Nae a-idineun Gangnammi-in – serie TV, 1 episodio (2018)
- Inspector Koo (구경이?, Koo Kyung-yiLR) – serie TV, 12 episodi (2021)
- Maestra (Maestra: Strings of Truth) – serie TV, 12 episodi (2023-2024)

### Doppiatrice
- Yuhuwa chingudeul – serie animata, 52 episodi (2011)
- Mobeomtaeksi – serie TV, 5 episodi (2021)